# گلورد
گلورد، روستایی است از توابع بخش کلیجان‌رستاق شهرستان ساری در استان مازندران ایران.

## جمعیت
این روستا در دهستان تنگه سلیمان قرار داشته و براساس آخرین سرشماری مرکز آمار ایران که در سال ۱۳۹۲صورت گرفته، جمعیت آن 223نفر (۹۳خانوار) بوده‌است.